# League Cup 2013/14
Der League Cup 2013/14 (Sponsorname Capital One Cup) war die 54. Austragung des Turniers. Das Turnier begann mit 92 Vereinen.
Der Wettbewerb startete am 5. August 2013 mit der ersten Runde und endete mit dem Finale im Wembley-Stadion in London am 2. März 2014. Sieger des Wettbewerbs wurde erstmals seit 1976 wieder Manchester City mit dem insgesamt dritten Pokalsieg.

## Erste Runde
Die Auslosung für die erste Runde fand am 17. Juni 2013 statt. Der Wigan Athletic und FC Reading waren die einzigen Teams aus der Football League, die erst in der zweiten Runde ins Turnier einstiegen, da sie die zwei bestplatzierten Teams der letzten Saison waren. Die anderen 70 Teams der Football League mussten bereits in der ersten Runde antreten.
Ausgetragen wurden die Begegnungen am 5./6./7. August 2013.
|                        | Ergebnis             | !Zuschauer                        |
| ---------------------- | -------------------- | --------------------------------- |
| Preston North End      | 1:0                  | FC Blackpool \|\|17.470           |
| FC Bury                | 3:2                  | Crewe Alexandra \|\|2.146         |
| Shrewsbury Town        | 1:3                  | Bolton Wanderers \|\|3.456        |
| FC Middlesbrough       | 1:2                  | Accrington Stanley \|\|6.774      |
| Doncaster Rovers       | 1:0                  | AFC Rochdale \|\|4.368            |
| FC Barnsley            | 0:0 n.V. (5:4 i. E.) | Scunthorpe United \|\|5.238       |
| Tranmere Rovers        | 2:0                  | Mansfield Town \|\|3.067          |
| York City              | 0:4                  | FC Burnley \|\|3.922              |
| Sheffield United       | 1:2                  | Burton Albion \|\|6.191           |
| Oldham Athletic        | 0:1                  | Derby County \|\|5.000            |
| FC Morecambe           | 1:0                  | Wolverhampton Wanderers \|\|2.545 |
| Nottingham Forest      | 3:1                  | Hartlepool United \|\|9.081       |
| Huddersfield Town      | 2:1                  | Bradford City \|\|11.630          |
| Port Vale              | 1:2                  | FC Walsall \|\|4.013              |
| FC Gillingham          | 0:2                  | Bristol City \|\|2.585            |
| AFC Bournemouth        | 1:0                  | FC Portsmouth \|\|7.620           |
| Wycombe Wanderers      | 1:2                  | Leicester City \|\|3.158          |
| FC Brentford           | 3:2                  | Dagenham & Redbridge \|\|3.586    |
| Exeter City            | 0:2                  | Queens Park Rangers \|\|5.253     |
| Charlton Athletic      | 4:0                  | Oxford United \|\|4.935           |
| Southend United        | 0:1                  | Yeovil Town \|\|2.971             |
| FC Millwall            | 2:1                  | AFC Wimbledon \|\|4.443           |
| Swindon Town           | 1:0                  | Torquay United \|\|5.662          |
| Birmingham City        | 3:2 n.V.             | Plymouth Argyle \|\|10.178        |
| FC Stevenage           | 2:0                  | Ipswich Town \|\|                 |
| Cheltenham Town        | 4:3 n.V.             | Crawley Town \|\|1.562            |
| Bristol Rovers         | 1:3                  | FC Watford \|\|4.875              |
| Northampton Town       | 1:2                  | Milton Keynes Dons \|\|3.486      |
| Leyton Orient          | 3:2                  | Coventry City \|\|2.871           |
| Colchester United      | 1:5                  | Peterborough United \|\|2.368     |
| Brighton & Hove Albion | 1:3 n.V.             | AFC Newport County \|\|8.409      |
| Rotherham United       | 2:1                  | Sheffield Wednesday \|\|11.433    |
| Notts County           | 3:2                  | Fleetwood Town \|\|2.115          |
| Leeds United           | 2:1                  | FC Chesterfield \|\|17.466        |
| Carlisle United        | 3:3 n.V. (4:3 i. E.) | Blackburn Rovers \|\|4.372        |

## Zweite Runde
In der zweiten Runde stiegen die 13 Premier-League-Vereine ein, die sich in der letzten Saison nicht für einen europäischen Wettbewerb qualifizieren konnten.
Ausgetragen wurden die Begegnungen am 27. und 28. August 2013.
|                      | Ergebnis             | !Zuschauer                    |
| -------------------- | -------------------- | ----------------------------- |
| Carlisle United      | 2:5                  | Leicester City \|\|3.308      |
| Doncaster Rovers     | 1:3                  | Leeds United \|\|10.890       |
| AFC Sunderland       | 4:2                  | Milton Keynes Dons \|\|18.992 |
| West Bromwich Albion | 3:0                  | AFC Newport County \|\|8.955  |
| Bristol City         | 2:1                  | Crystal Palace \|\|6.816      |
| Peterborough United  | 6:0                  | FC Reading \|\|4.496          |
| FC Barnsley          | 1:5                  | FC Southampton \|\|6.574      |
| Burton Albion        | 2:2 n.V. (4:5 i. E.) | FC Fulham \|\|4.002           |
| FC Burnley           | 2:0                  | Preston North End \|\|10.648  |
| FC Liverpool         | 4:2 n.V.             | Notts County \|\|42.231       |
| Norwich City         | 6:3                  | FC Bury \|\|16.107            |
| Leyton Orient        | 0:1 n.V.             | Hull City \|\|3.181           |
| Huddersfield Town    | 3:2                  | Charlton Athletic \|\|6.250   |
| Tranmere Rovers      | 1:1 n.V. (4:2 i. E.) | Bolton Wanderers \|\|3.379    |
| Queens Park Rangers  | 0:2                  | Swindon Town \|\|9.715        |
| Derby County         | 5:0                  | FC Brentford \|\|9.076        |
| Yeovil Town          | 3:3 n.V. (2:3 i. E.) | Birmingham City \|\|3.769     |
| West Ham United      | 2:1                  | Cheltenham Town \|\|23.440    |
| Nottingham Forest    | 2:1 n.V.             | FC Millwall \|\|12.201        |
| FC Everton           | 2:1 n.V.             | FC Stevenage \|\|22.730       |
| Stoke City           | 3:1                  | FC Walsall \|\|11.667         |
| Aston Villa          | 3:0                  | Rotherham United \|\|22.447   |
| FC Morecambe         | 0:2                  | Newcastle United \|\|5.375    |
| FC Watford           | 2:0                  | AFC Bournemouth \|\|9.824     |
| Accrington Stanley   | 0:2                  | Cardiff City \|\|1.617        |

## Dritte Runde
Ab der dritten Runde mussten auch die sieben Vereine antreten, die sich für die laufende Saison für die europäischen Wettbewerbe qualifiziert hatten.
Ausgetragen wurden die Begegnungen am 24. und 25. September 2013.
|                      | Ergebnis             | !Zuschauer                     |
| -------------------- | -------------------- | ------------------------------ |
| AFC Sunderland       | 2:0                  | Peterborough United \|\|18.126 |
| West Ham United      | 3:2                  | Cardiff City \|\|18.611        |
| Manchester City      | 5:0                  | Wigan Athletic \|\|25.519      |
| FC Burnley           | 2:1                  | Nottingham Forest \|\|6.405    |
| FC Southampton       | 2:0                  | Bristol City \|\|8.539         |
| Swindon Town         | 0:2                  | FC Chelsea \|\|14.924          |
| FC Watford           | 2:3 n.V.             | Norwich City \|\|11.178        |
| Aston Villa          | 0:4                  | Tottenham Hotspur \|\|22.975   |
| Hull City            | 1:0                  | Huddersfield Town \|\|7.151    |
| Leicester City       | 2:1                  | Derby County \|\|14.043        |
| FC Fulham            | 2:1                  | FC Everton \|\|14.627          |
| Manchester United    | 1:0                  | FC Liverpool \|\|65.701        |
| Newcastle United     | 2:0                  | Leeds United \|\|36.220        |
| West Bromwich Albion | 1:1 n.V. (3:4 i. E.) | FC Arsenal \|\|18.649          |
| Tranmere Rovers      | 0:2                  | Stoke City \|\|5.559           |
| Birmingham City      | 3:1                  | Swansea City \|\|7.470         |

## Achtelfinale
Ausgetragen werden die Begegnungen am 28. und 29. Oktober und 6. November 2013.
|                   | Ergebnis             | !Zuschauer                 |
| ----------------- | -------------------- | -------------------------- |
| Leicester City    | 4:3                  | FC Fulham \|\|17.932       |
| Birmingham City   | 4:4 n.V. (2:4 i. E.) | Stoke City \|\|13.436      |
| Manchester United | 4:0                  | Norwich City \|\|58.663    |
| FC Burnley        | 0:2                  | West Ham United \|\|14.376 |
| FC Arsenal        | 0:2                  | FC Chelsea \|\|59.455      |
| Tottenham Hotspur | 2:2 n.V. (8:7 i. E.) | Hull City \|\|35.617       |
| Newcastle United  | 0:2 n.V.             | Manchester City \|\|33.846 |
| AFC Sunderland    | 2:1                  | FC Southampton \|\|15.966  |

## Viertelfinale
Ausgetragen werden die Begegnungen am 17. und 18. Dezember 2013.
|                   | Ergebnis | !Zuschauer                   |
| ----------------- | -------- | ---------------------------- |
| Leicester City    | 1:3      | Manchester City \|31.319     |
| AFC Sunderland    | 2:1 n.V. | FC Chelsea \|\|20.731        |
| Stoke City        | 0:2      | Manchester United \|\|25.928 |
| Tottenham Hotspur | 1:2      | West Ham United \|\|34.080   |

## Halbfinale
| Datum      |                   | Ergebnis        | !Zuschauer                   |
| ---------- | ----------------- | --------------- | ---------------------------- |
| 07.01.2014 | AFC Sunderland    | 2:1             | Manchester United \|\|31.547 |
| 22.01.2014 | Manchester United | 2:1 n.V.        | AFC Sunderland \|\|71.019    |
| Gesamt:    | AFC Sunderland    | 3:3 (2:1 i. E.) | Manchester United            |

| Datum      |                 | Ergebnis | !Zuschauer                 |
| ---------- | --------------- | -------- | -------------------------- |
| 08.01.2014 | Manchester City | 6:0      | West Ham United \|\|38.000 |
| 21.01.2014 | West Ham United | 0:3      | Manchester City \|\|14.390 |
| Gesamt:    | Manchester City | 9:0      | West Ham United            |

## Finale
| Manchester City                                       | Manchester City | AFC Sunderland | AFC Sunderland | Aufstellung                                      |
| ----------------------------------------------------- | --- | --- | -------------- | ------------------------------------------------ |
| Manchester City                                       | \| 2. März 2014 um 14:00 Uhr in London (Wembley-Stadion) \| \| Ergebnis: 3:1 (0:1) \| \| Zuschauer: 84.697 \| \| Schiedsrichter: Martin Atkinson ( England) \| \| Spielbericht \|                                                                                           | \| 2. März 2014 um 14:00 Uhr in London (Wembley-Stadion) \| \| Ergebnis: 3:1 (0:1) \| \| Zuschauer: 84.697 \| \| Schiedsrichter: Martin Atkinson ( England) \| \| Spielbericht \|                                                                                              | AFC Sunderland | Aufstellung Manchester City gegen AFC Sunderland |
| Manchester City                                       | Costel Pantilimon – Aleksandar Kolarov, Vincent Kompany, Martín Demichelis, Pablo Zabaleta – David Silva (77. Javi García), Yaya Touré, Fernandinho, Samir Nasri – Edin Džeko (87. Álvaro Negredo), Sergio Agüero (58. Jesús Navas) Cheftrainer: Manuel Pellegrini ( Chile) | Vito Mannone – Marcos Alonso, Wes Brown, John O’Shea, Phillip Bardsley – Jack Colback, Sebastian Larsson (60. Steven Fletcher), Lee Cattermole (77. Emanuele Giaccherini), Ki Sung-yong, Adam Johnson (60. Craig Gardner) – Fabio Borini Cheftrainer: Gustavo Poyet ( Uruguay) | AFC Sunderland | Aufstellung Manchester City gegen AFC Sunderland |
| Manchester City                                       | 1:1 Yaya Touré (55.) 2:1 Samir Nasri (56.) 3:1 Jesús Navas (90.) | 0:1 Fabio Borini (10.) | AFC Sunderland | Aufstellung Manchester City gegen AFC Sunderland |
| Manchester City                                       | Álvaro Negredo (90.+3) | Marcos Alonso (82.) | AFC Sunderland | Aufstellung Manchester City gegen AFC Sunderland |
| Manchester City                                       | Spieler des Spiels: Samir Nasri | | AFC Sunderland | Aufstellung Manchester City gegen AFC Sunderland |
| 2. März 2014 um 14:00 Uhr in London (Wembley-Stadion) | | |                |                                                  |
| Ergebnis: 3:1 (0:1)                                   | | |                |                                                  |
| Zuschauer: 84.697                                     | | |                |                                                  |
| Schiedsrichter: Martin Atkinson ( England)            | | |                |                                                  |
| Spielbericht                                          | | |                |                                                  |